# Cálculo en especie
El cálculo en especie o cálculo in-natura es una forma de valorar los recursos y un sistema de contabilidad que utiliza magnitudes físicas desagregadas en lugar de una unidad de cálculo común. Como base de una economía socialista, se propuso sustituir el dinero y el cálculo financiero. En una economía en especie, los productos se producen por sus valores de uso (su utilidad) y se contabilizan en términos físicos. Por el contrario, en las economías basadas en el dinero, las mercancías se producen por su valor de cambio y se contabilizan en términos monetarios.
El cálculo en especie cuantificaría la utilidad de un objeto directamente sin recurrir a una unidad general de cálculo. Esto difiere de otros métodos propuestos de cálculo socialista, como los precios contables de Taylor-Lange y el uso del tiempo de trabajo como medida de costos.
El cálculo en especie fue fuertemente defendido por el filósofo positivista y economista político Otto Neurath cuando trabajaba en la República Soviética de Baviera. Esto llevó a una discusión a principios de la década de 1920, en la que gran parte de la discusión sobre el socialismo se centró en si la planificación económica debería basarse en cantidades físicas o en contabilidad monetaria. Neurath fue el defensor más enérgico de la planificación física (planificación económica mediante cálculo en especie), en contraste con los economistas neoclásicos socialistas de mercado que defendían el uso de precios nocionales calculados mediante la resolución de ecuaciones simultáneas. Los críticos del socialismo de la escuela austriaca, en particular Ludwig von Mises, basaron su crítica del socialismo en el problema del cálculo.
El defensor moderno más prolífico del cálculo en especie es el informático escocés Paul Cockshott, quien se diferencia de Neurath en que aboga por el uso de vales laborales para establecer una restricción escalar del consumo.
Los defensores del cálculo en especie argumentan que el uso de un medio común como el dinero distorsiona la información sobre la utilidad de un objeto. Los socialistas a favor del cálculo en especie argumentaron que, en un sistema de cálculo en especie, se eliminarían los residuos asociados con el sistema monetario y, en particular, los objetos ya no serían deseados para fines funcionalmente inútiles como la reventa y la especulación – sólo serían deseados por su valor de uso.

## Otras lecturas
- Cockshott, Paul. "Calculation in-Natura, from Neurath to Kantorovich" University of Glasgow, 2008.
- Huerta de Soto, Jesús (1992). Socialismo, cálculo económico y función empresarial. Unión Editorial. pp. 201-206. ISBN 9788472092525.
- O'Neil, John (2002). "Socialist Calculation and Environmental Valuation: Money, Markets and Ecology". Science and Society 66. 1: 137-158.